# Jaime Díaz
Jaime Díaz (Ecuador, siglo XX-Quito, 16 de diciembre de 2022) fue un artista de música folklórico y miembro fundador del grupo folklórico Jayac.

## Biografía
Jaime Díaz vivió su juventud en Zámbiza, en donde participó junto a varios jóvenes de las actividades de la comunidad, especialmente en grupos musicales de la iglesia local. 
Luego de un evento artístico musical en su pueblo, se planteó junto a tres amigos dedicarse totalmente a la música. Fue miembro fundador de la banda Jayac, en donde era el músico especializado en los instrumentos de vientos. 
A finales de 2022 enfermó, y el 16 de diciembre de 2022 la agrupación Jayac emitió un comunicado por la red social Facebook notificando su deceso.